# Volby v Severní Makedonii
Volby v Severní Makedonii jsou svobodné. Volí se do parlamentu, místních zastupitelstev a každých pět let probíhají prezidentské volby. Do jednokomorového parlamentu je voleno 123 poslanců na čtyřleté volební období. Předčasné volby v letech 2008 a 2011 byly zpochybněné z důvodu porušování demokratických principů.

## Dominantní politické strany
- Vnitřní makedonská revoluční organizace – Demokratická strana makedonské národní jednoty
- Sociálně demokratický svaz Makedonie
- Demokratická unie pro integraci
- Demokratická strana Albánců
- Národně demokratická obnova